# Right or Wrong
Right or Wrong è il terzo album in studio del cantante di musica country statunitense George Strait, pubblicato nel 1983.

## Tracce
1. You Look So Good in Love – 3:13 (Glen Ballard, Rory Michael Bourke, Kerry Chater)
2. Right or Wrong – 2:05 (Paul Biese, Haven Gillespie, Arthur L. Sizemore)
3. A Little Heaven's Rubbing off on Me – 2:41 (Gene Dobbins, John Scott Sherrill)
4. 80 Proof Bottle of Tear Stopper – 2:12 (Darryl Staedtler)
5. Every Time It Rains (Lord Don't It Pour) – 3:00 (Charlie Craig, Keith Stegall)
6. You're the Cloud I'm On (When I'm High) – 2:42 (Ronnie Rogers)
7. Let's Fall to Pieces Together – 2:55 (Dickey Lee, Tommy Rocco, Johnny Russell)
8. I'm Satisfied with You – 2:50 (Fred Rose)
9. Our Paths May Never Cross – 2:34 (Merle Haggard)
10. Fifteen Years Going Up (And One Night Coming Down) – 2:50 (Peggy Forman)